# Джеймс Кеннеди (песня)
Фокстрот «Джеймс Кенне́ди» — джазовая песня времён Великой Отечественной войны о героическом капитане английского эсминца. Музыка (обработка) — Николай Минх, слова — Соломон Фогельсон.
Музыка для «Джеймс Кеннеди» заимствована из английской песни «Wheezy Anna» британского конферансье, певца и композитора-песенника Лесли Сарони. В 1933 году появилась немецкая версия этой песни «Tante Anna», слова для которой написал немецкий либреттист, поэт-песенник и композитор Чарльз Амберг.

Впервые записана зимой 1942 года в блокадном Ленинграде в исполнении Германа Орлова и джазового оркестра Николая Минха, транслировалась в радиоэфире и получила огромную популярность. В 1944 году была выпущена грампластинка с песней.
С началом холодной войны «Джеймс Кеннеди», как и многие другие «союзнические» песни, попала под негласный запрет, но продолжала оставаться известной. Виктор Конецкий в мемуарной повести «Как я первый раз командовал кораблем», действие которой происходит в 1953 году, пишет:
Когда оформляли документы, капитан-лейтенант вызывающе безмятежно напевал лихую песенку американских моряков с союзных конвоев:
Вызвал Джеймса адмирал,

Джеймс Кеннеди!

Вы не трус, как я слыхал,

Джеймс Кеннеди!

Ценный груз доверен вам,

Джеймс Кеннеди!

В СССР свезти друзьям,

Джеймс Кеннеди…
На тот момент отношения с бывшими союзниками очередной раз были аховыми, песенки их были не в моде, и я как-то неуклюже, но все же попробовал намекнуть об этом капитан-лейтенанту.
— Эту бравую песню написал Соломон Фогельсон, — сказал капитан-лейтенант. — Он ещё автор стихов для музыкальной комедии советского композитора Соловьева-Седого «Подвески королевы». Теперь ты успокоился?

Я успокоился, но выпучил глаза, ибо мы десять лет распевали эту песню, твердо веруя в её американское происхождение.